# Nature Ecology and Evolution
Nature Ecology and Evolution és una revista científica mensual revisada per parells només en línia publicada per Nature Portfolio que cobreix tots els aspectes de la investigació sobre ecologia i biologia evolutiva. Es va establir el 2017. El seu primer i actual redactor en cap és Patrick Goymer.
Segons el Journal Citation Reports, Nature Ecology and Evolution té un factor d'impacte 2020 de 15,46.